# 里奇菲爾德鎮區 (伊利諾伊州亞當斯縣)
里奇菲爾德鎮區（英語：Richfield Township）是位於美國伊利諾伊州亞當斯縣的一個行政鎮區。

## 地方資料
根據2010年美國人口普查的數據，里奇菲爾德鎮區的面積為98.50平方千米，當中陸地面積為98.40平方千米，而水域面積為0.10平方千米。當地共有人口406人，而人口密度為每平方千米4人。